# Lou Holtz
Louis Leo Holtz (Follansbee, Virginia Occidental, 6 de enero de 1937) es un autor, comentarista de televisión y motivador estadounidense, quien fue entrenador en jefe en la NCAA y la NFL. 

## Trayectoria
Holtz es el único entrenador en la historia de la NCAA en dirigir seis diferentes programas de fútbol americano universitario y llevarlos a bowls y el único que ha logrado ubicar a cuatro equipos en el top 20 final. Ha ganado en múltiples ocasiones el reconocimiento del entrenador del año. Creció en East Liverpool, Ohio y se graduó en la East Liverpool High School, Holtz asistió y jugó al fútbol americano en Kent State y se graduó en 1959. Holtz es también conocido por su habilidad para inspirar a sus jugadores. En 2005 Holtz se unió a ESPN y es un analista del fútbol americano universitario. El 1 de mayo de 2008 fue elegido al Salón de la Fama del Fútbol Americano Universitario